# سن خوزه (کالداس)
سن خوزه (انگلیسی: San José, Caldas) یک منطقه مسکونی در کشور کلمبیا است.